# I ragazzi del Max's bar
I ragazzi del Max's bar (Inside Moves) è un film del 1980 diretto da Richard Donner e tratto da un romanzo di Todd Walton.

## Trama
Dopo che un tentativo di suicidio lo ha lasciato parzialmente paralizzato, Roary si ritrova a vivere in una casa fatiscente a Oakland. Trascorre molto tempo in un bar del quartiere frequentato da altri disabili, diventa molto amico di Jerry, il barista, che ha un problema alla gamba, e s'innamora di Louise, una cameriera da poco assunta. Quando Jerry sta per realizzare il sogno di diventare un giocatore di basket a livello professionale e comincia a disertare il bar, l'amicizia tra lui e Roary s'incrina.